# Privilège Marine
Die Werft Privilège Marine ist ein französischer Luxus-Katamaran-Hersteller mit Sitz in Les Sables-d’Olonne. Produziert und vertrieben werden Segelkatamarane unter der Marke PRIVILEGE und Motoryacht-Katamarane der Marke EUPHORIE.

## Geschichte

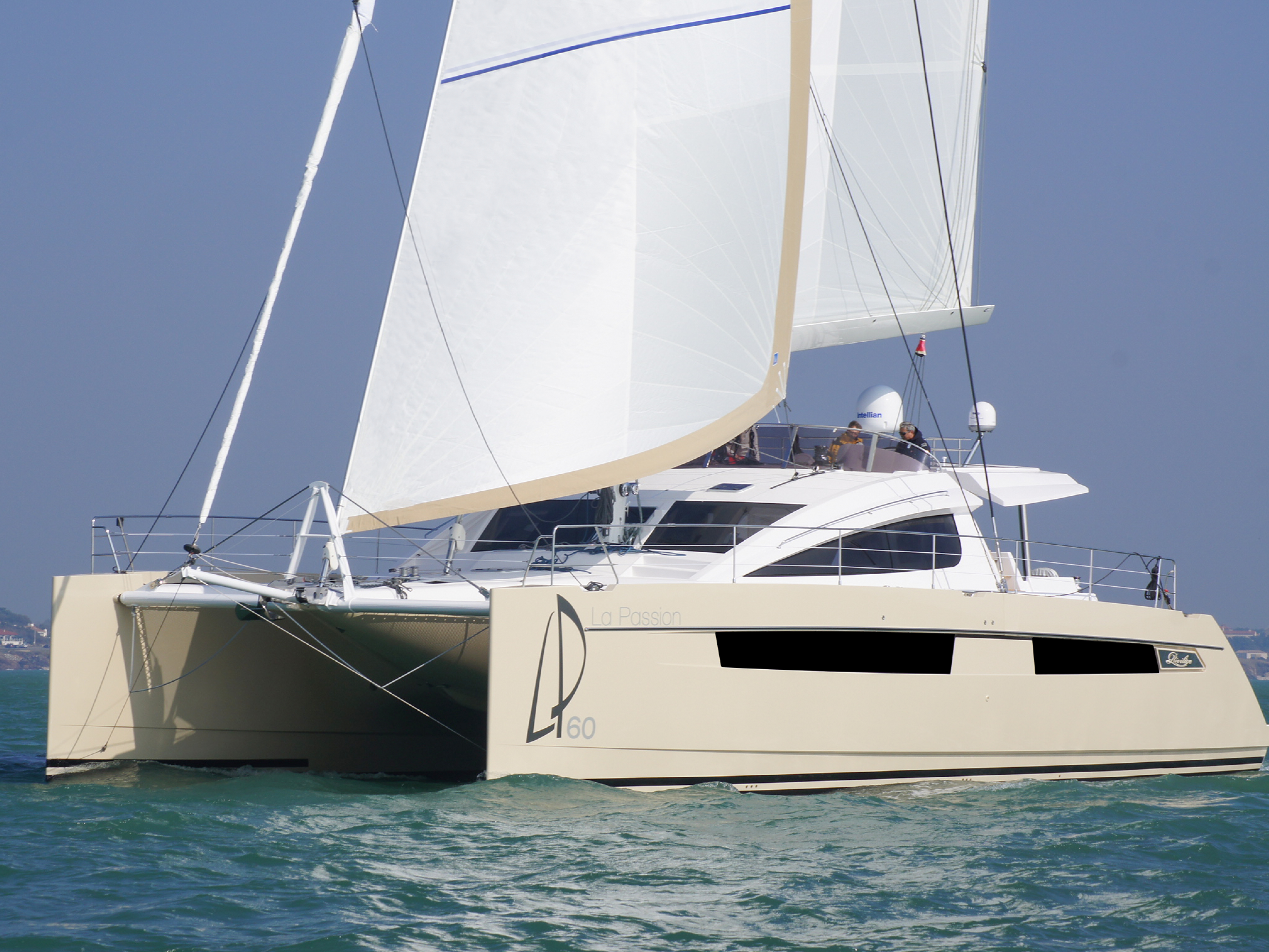
Privilège Serie 6

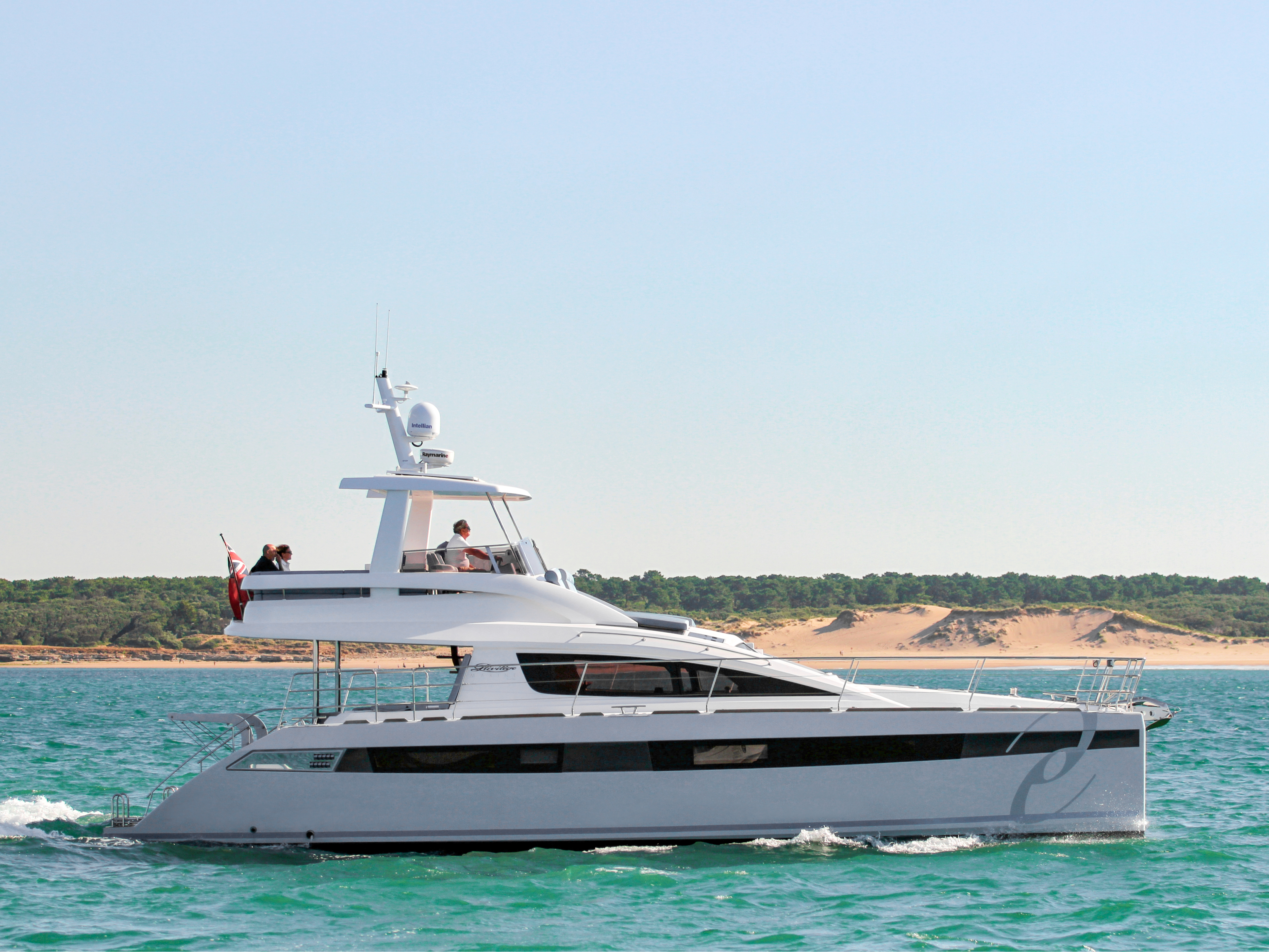
Privilège Euphorie 5

Der zweifache Weltmeister im Einhandsegeln und Erfinder der Vendée Globe Philippe Jeantot entwarf ursprünglich einen Katamaran für seine Familie. Dieser sollte für ein Leben an Bord während ihrer Besuche dienen. 1985 gründete er „Jeantot Marine“ und präsentierte seine erste Yacht in Paris. Später firmierte diese in „Privilège Marine“ um und war 1989 der führende Hersteller für Katamarane. Die Privilège 45 und die Privilège 42 wurden 1995 und 1996 zum Boot des Jahres in den USA gewählt. 1996 wuchs unter der Leitung von „Alliaura“ die Marke und baute ihre Marktposition aus. Über 60 Yachten wurden zwischen 18 und 23 Metern in die ganze Welt ausgeliefert. Die Privilège 745 bildete dabei das Flaggschiff der Flotte. 2012 musste Alliaura Marine Insolvenz anmelden. 2012 wurde das Unternehmen Privilège Marine eröffnet und der Sitz nach Les Sables d’Olonne verlegt. Geschäftsführer ist Gilles Wagner. Im Mai 2017 kaufte die AURELIUS Equity Opportunities SE & Co. KGaA – die Muttergesellschaft der HanseYachts AG – die Mehrheitsanteile an Privilège Marine.

## Modelle
| Modell (Segelyacht)     | seit | Modell (Motoryacht)  | seit |
| Privilège Signature 510 | 2020 | Privilège Euphorie 5 | 2018 |
| Privilège Signature 580 | 2020 |                      |      |
| Privilège Serie 740     | 2015 |                      |      |
| Privilège Serie 640     | 2016 |                      |      |

Designer: Marc Lombard

## Auszeichnungen
- Privilège Marine: „Prix Etienne Marcel 2016“ für die verantwortungsvolle Unternehmensführung